# La Virilité

La Virilité est un film documentaire français réalisé en 2019 par Cécile Denjean. Il traite de la question de la masculinité et de la virilité, en interrogeant de nombreux hommes et quelques femmes sur leur conception et leur rapport avec ces notions.

## Synopsis
Le documentaire ouvre avec cette phrase de Pierre Bourdieu « Le privilège masculin est aussi un piège »
Ce documentaire interroge la virilité, héritée des sociétés patriarcales. Cette caractéristique de la masculinité exacerbée renvoie-t-elle au privilège masculin, ou constitue-t-elle un fardeau pour les hommes, en plus d'exercer pression et domination envers les femmes ?
Plusieurs hommes, devenus philosophe, sociologue, psychothérapeute, sexologue pour certains, ancien caïd, boxeur professionnel, pour les autres donnent leur rapport à la virilité.
Quelques femmes questionnent leur désir hétérosexuel, et l'ambiguïté que la violence des rapports de séduction et sexuels peut engendrer.

## Réception
- Cnews estime que le documentaire « interroge plusieurs hommes sur un concept parfois très lourd à porter, celui du mâle séducteur et sûr de lui. Une conversation indispensable à l’heure de #Metoo et des questions que ce mouvement soulève au sein de la société. »[4]
- Anne Sogno dans Le nouvel Obs décrit « un beau documentaire, sensible et réfléchi, qui questionne, au-delà des témoignages personnels, nos constructions mentales et nos représentations sociales pleines de préjugés vieux comme le monde. »[5]
- Marc Belpois écrit sur telerama.fr : « Bonne nouvelle, ces témoignages à la limite de la confession s’aventurent bien au-delà des lieux communs sur les dégâts causés par l’injonction faite aux garçons d’“être fort” et de “ne pas pleurer”. De l’influence de la pornographie au machisme dans le monde de la délinquance en passant par les fantasmes féminins, ce film à la fois soigné et décontracté interroge la notion de virilité sous de nombreuses facettes. Rien ne nous oblige à être d’accord sur tout (loin s’en faut !), mais chacun peut trouver là de quoi méditer et, pourquoi pas, déconstruire des stéréotypes de genre parfois ancrés en nous sans que nous en ayons vraiment conscience. »[6].

## Fiche technique
- Scénario, réalisation : Cécile Denjean
- Production exécutive : Patrice Lorton
- image : Valerio Carignano
- Son : David Sandras, Laurent Maisondieu, Jean-Christophe Girard

- Montage : Delphine Genest
- Musique : Siegfried Canto
- Année de sortie : 2019
- Durée : 68 min.
- Producteur : Capa Presse
- Participation : CNC, France Télévisions